# Stadio Chaban-Delmas
Lo stadio Chaban-Delmas (IPA: [ʃabɑ̃ dɛlmas], in francese stade Chaban-Delmas) è un impianto sportivo polivalente francese di Bordeaux.
Nato come Stade Municipal negli anni trenta, poi Stade du Parc Lescure, su un'installazione sportiva già esistente fin dagli anni dieci del XX secolo, deve il suo nome a Jacques Chaban-Delmas, primo ministro francese dal 1969 al 1972 e sindaco di Bordeaux per quasi mezzo secolo dal 1947 al 1995, cui fu intitolato nel 2001.
Lo stadio ospitò gli incontri interni del FC Girondines de Bordeaux, la locale società calcistica, fino al 2015, e fu sede sia dei campionati mondiali di calcio del 1938 (durante i quali fu inaugurato) e del 1998 nonché di quelli di rugby del 1999 e del 2007.
La configurazione attuale, un progetto art déco disegnato dagli architetti francesi Raoul Jourde e Jacques d'Welles cui contribuì, dal punto di vista strutturale, l'expertise dell'ingegnere italiano Egidio Dabbeni, risale alla prima metà degli anni trenta, e costituisce il primo esempio al mondo di stadio completamente coperto; per le sue caratteristiche artistiche e architettoniche è classificato come monumento storico.
Dopo la migrazione del club di calcio allo Stade Bordeaux-Atlantique lo Chaban-Delmas ospita solo gli incontri del Bordeaux Bègles di rugby.

## Storia
La storia dello stadio prende origine nel primo dopoguerra: nel 1923 un consorzio di imprenditori locali girò a una società senza scopo di lucro di Bordeaux 80794 m² di un appezzamento di 15 ettari acquistato nel 1912 a scopo edilizio; tale società realizzò un parco sportivo dotato di campo e piste per atletica e ciclismo; nel 1930, a causa di difficoltà finanziarie della società il terreno con tutte le realizzazioni fu rilevato per 3800000 franchi dal comune di Bordeaux che mise in cantiere una nuova struttura; della preesistente non rimane più nulla a parte la prima pietra ivi posata nel 1923 e incastonata in un angolo della struttura attuale.
Anche la vecchia struttura, comunque, era attrezzata per eventi sportivi di rilievo: per esempio, nel campionato di rugby 1931-32 ospitò una delle due semifinali e la successiva finale del torneo.

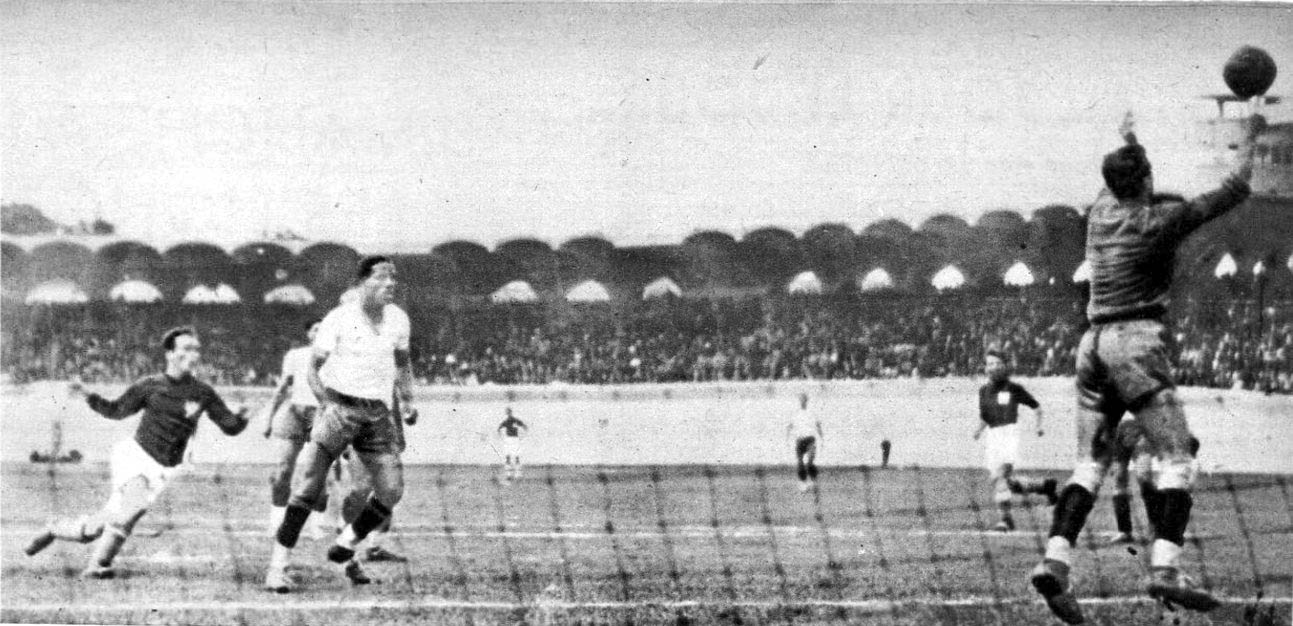
La partita inaugurale del nuovo stadio, — al mondiale di calcio 1938

Il comune affidò agli architetti Raoul Jourde e Jacques d'Welles il progetto di un nuovo stadio nel Parc Lescure, e nel 1931 iniziarono i lavori, la cui prima tranche consistette nella costruzione di due ingressi, uno principale e uno di servizio, per l'arrivo dei corridori sulla pista del velodromo interno e l'ampliamento sui due lati della tribuna centrale nonché il rifacimento della pista; la seconda tranche di lavori riguardò l'abbattimento della tettoia di detta tribuna e la risistemazione dei sotterranei; nella terza fase furono costruite le due curve e la tribuna opposta, oltre alle scalinate per raggiungere gli ordini superiori; tutto il lavoro, cui contribuì sotto il profilo ingegneristico l'italiano Egidio Dabbeni, specialista del cemento armato, costò circa 12000000 di franchi dell'epoca.
In parte italiana fu anche la realizzazione materiale dell'impianto, affidata all'Entreprises générales des travaux publics France-Colonie, il cui maggiore azionista era Sante Garibaldi, nipote di Giuseppe, rifugiato in Francia per sfuggire al fascismo.
Anche se non completati, i lavori effettuati permisero al velodromo interno allo stadio di accogliere nel luglio 1935 l'arrivo della diciassettesima tappa del Tour de France Pau-Bordeaux; dal 1936 in avanti il progetto fu seguito dal solo d'Welles, e a completare l'opera furono collocati nell'ingresso dello stadio sei vasi decorativi realizzati dal ceramista René Buthaud.
Dopo la guerra, nel 1945, furono apposte ai piedi della scalinata due nudi bronzei d'atleta, uno maschile realizzato da Alfred Janniot e uno femminile, opera di Marcel Damboise.

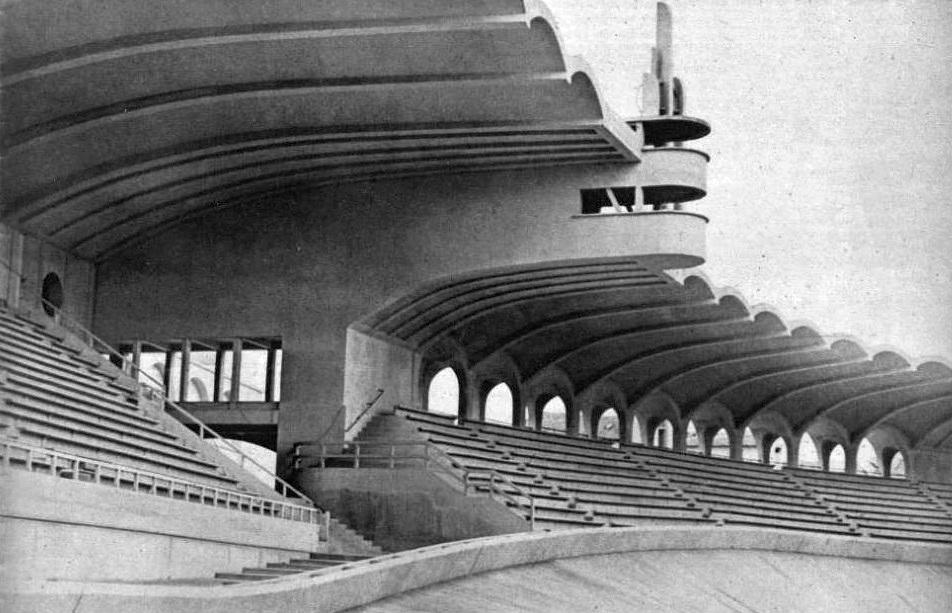
Lo stadio poche settimane prima dell'inaugurazione

Lo stadio vide l'inaugurazione ufficiale il 12 giugno 1938 in occasione della terza edizione della Coppa Rimet di calcio: ivi ebbe luogo infatti l'incontro dei quarti di finale tra Brasile e Cecoslovacchia terminato 1-1 davanti a 24000 spettatori (incasso 350000 franchi dell'epoca), con il verde-oro Leônidas primo marcatore ufficiale in tale impianto.
La partita, di rara brutalità e passata alla storia come Battaglia di Bordeaux, vide alla fine tre giocatori espulsi (due brasiliani e un cecoslovacco) e diversi infortunati tra cui il marcatore cecoslovacco Oldřich Nejedlý (infortunio a una gamba) e il capitano František Plánička (rottura di un braccio).
La ripetizione dell'incontro nella stessa sede, due giorni dopo, vide i sudamericani prevalere per 2-1.
Il Bordeaux prese possesso del nuovo stadio dopo il campionato mondiale, inaugurandolo con un'amichevole contro Strasburgo, ma il debutto in gare ufficiali avvenne il 1º settembre contro Dieppe.
Nel 1950 lo stadio fu testimone del primo titolo del club calcistico girondino, e nel 1957, per il settantacinquesimo anniversario della società, fu invitato il Real Madrid campione d'Europa per un'amichevole celebrativa di lusso; nel 1973 fu invece invitato il Santos capitanato da Pelé.
Il primo incontro internazionale di rugby che ebbe luogo all'allora Parc Lescure fu nel dicembre 1957 tra la nazionale di casa della Francia e i visitatori della Romania, che si risolse in una vittoria per 39-0 dei Bleues.
Lo stadio affrontò nel 1987 una sua prima ristrutturazione, per celebrare la quale fu invitato il club inglese dell'Everton; prima del mondiale di calcio 1998 fu sottoposto ad altri lavori che servirono anche per fargli accogliere gli incontri della susseguente Coppa del Mondo di rugby 1999, nel corso della quale ospitò due incontri del girone francese, quello della nazionale di casa contro la Namibia e quello del Canada contro Figi.
Dopo la morte nel novembre 2000 dell'ex sindaco di Bordeaux Jacques Chaban-Delmas, che governò sulla città per 48 anni dal 1947 al 1995, il consiglio comunale decise di intitolare Parc Lescure alla memoria del suo ex primo cittadino, così ribattezzandolo Stadio Chaban-Delmas.
In occasione della Coppa del Mondo di rugby 2007 organizzato dalla Francia, Bordeaux ospitò quattro incontri.
Con la costruzione in città del nuovo stadio Bordeaux-Atlantique in occasione del campionato europeo di calcio 2016, il Bordeaux disputò nel 2014-15 la sua ultima stagione allo Chaban-Delmas: l'addio definitivo avvenne il 10 maggio 2015, in occasione della penultima partita interna, quando i girondini giocarono contro il Nantes.
In previsione dell'abbandono dello stadio da parte del club calcistico, il presidente dell'Bordeaux Bègles Laurent Marti chiese all'allora sindaco Alain Juppé la disponibilità dello Chaban-Delmas, non potendo il club permettersi economicamente l'affitto del nuovo impianto; Juppé diede il proprio assenso a marzo 2014 e da tale data l'UBB divenne coinquilina dell'impianto insieme al Girondines de Bordeaux e, dopo il trasferimento di quest'ultimo al Bordeaux-Atlantique, unica locataria.
Dal 2007 lo stadio fa parte dei Beni patrimonio del XX secolo, una speciale classificazione istituita dal Ministero francese della cultura nel 1999 per identificare opere architettoniche e urbanistiche di rilievo realizzate nel ventesimo secolo; nel 2016 un piano di riduzione della capienza a circa 20 000 posti con contemporanea realizzazione di sale sportive coperte e una zona accoglienza fu bocciato dal comune per eccessiva onerosità.
In ambito di competizioni continentali di club, lo Chaban-Delmas, ai tempi ancora Parc Lescure, fu sede della finale di ritorno della Coppa UEFA 1995-96 tra Bordeaux e Bayern Monaco, che i tedeschi vinsero 3-1 dopo avere già dominato 2-0 l'andata; due anni più tardi fu sede della finale di Heineken Cup 1997-98, dove gli inglesi del Bath batterono 19-18 i francesi del Brive laureandosi campioni europei di rugby.

## Incontri internazionali di rilievo
Benché utilizzato per due edizioni ciascuna di due grandi campionati mondiali, quello di calcio e quello di rugby, ciononostante lo Chaban-Delmas ha ospitato relativamente pochi incontri internazionali delle proprie selezioni maggiori: quella di calcio ivi disputò solo tre incontri, il primo nel 1984 (28 marzo, Francia — Australia 1-0) e il più recente nel 1994 (17 agosto, Francia — Rep. Ceca 2-2).
Quella di rugby, altresì, vi tenne 9 incontri in 54 anni, tra il 1957 (il citato test match contro la Romania) e il 2011 (contro l'Irlanda, vittoria 19-12 in preparazione alla Coppa del Mondo del mese successivo).

### Calcio
| Arbitro: | Pál von Hertzka |

|              |           |                    |
| Leônidas 30’ | Marcatori | 65’ (rig.) Nejedlý |

| Arbitro: | John Langenus |

|                                         |           |                         |
| Romeu 44’ Leônidas 63’, 74’ Perácio 80’ | Marcatori | 28’ Jonasson 38’ Nyberg |

| Arbitro: | Javier Castrilli |

|  |           |                    |
|  | Marcatori | 45+2’ (rig.) Šuker |

### Rugby a 15
| Arbitro: | Chris White |

|                                                             |      |                 |
| Mignoni 6’ Bernat-Salles 38’ Mola 47’, 54’, 58’ Ntamack 69’ | mt   | 19’ Samuelson   |
| Dourthe 6’, 38’, 54’, 58’                                   | tr   | 19’ v. Dyk      |
| Dourthe 15’, 28’, 31’                                       | c.p. | 10’, 34’ v. Dyk |